# 南匹爾斯堡 (佛羅里達州)
南匹爾斯堡（英語：Fort Pierce South）是位於美國佛羅里達州聖盧西亞縣的一個人口普查指定地區。

## 地理
南匹爾斯堡的座標為27°24′57″N 80°21′09″W / 27.41583°N 80.35250°W，而該地最高點為海拔高度5米（即16英尺）。

## 人口
根據2010年美國人口普查的數據，南匹爾斯堡的面積為11.70平方千米，當中陸地面積為11.70平方千米，而水域面積為0.00平方千米。當地共有人口5062人，而人口密度為每平方千米432人。